# Операція загону «Дельта» 5
Операція загону «Дельта» 5 (англ. Operation Delta Force 5: Random Fire) — американський бойовик режисера Йоссі Вейна.

## Сюжет
Спецзавдання в гарячих точках усього світу загартували і згуртували відчайдушних хлопців із загону «Дельта». Забувши про страх, перемагаючи біль, долаючи перепони, непохитні воїни виконують найскладніші завдання. Їм доручають проведення небезпечної антитерористичної операції в одній з країн Африки, де терорист-самогубець направив свій літак на таран мосту, по якому рухався кортеж з сенатором США. В процесі операції загін втрачає трьох бійців, що прикривали відхід основних сил. Після повернення на базу від розвідки надходить інформація, що ці троє хлопців потрапили в полон до міжнародного терориста Осама Бен Ладена. Загін «Дельта» прямує на допомогу своїм бойовим товаришам, навіть не підозрюючи, що вони стали жертвами підступного задуму злочинця і відправлені на секретну базу, де людей перетворюють на бездушних зомбі і використовують в жахливих терористичних актах.

## У ролях
- Трае Томас — Бред Кеннеді
- Тодд Дженсен — Боб Джонсон
- Ентоні Бішоп — Скіп Луміс
- Грей Лосон — Скотт
- Пеппер Суіні — Чарлі
- Девід Дюка — Філ
- Джейсон Кеннетт  — Річі Трой
- Девід Лі — Девід Берман
- Нік Борейні — Гарі
- Грем Річардс — Седрік
- Ендрю Вебстер — Дюк
- Кліфф Саймон — Остін
- Шон Віттінг — Вінс Олі
- Брендан Полекатт — Джексон
- Невілл Стрідом — Брюс «Чопер» пілот
- Емілі Вайтфілд — Карен Соммерс
- Рон Смержак — Генерал Томпсон
- Грег Мелвілл-Сміт — Кіто
- Клайв Скотт — посол Родман
- Дадлі Коррейя — Морський лейтенант Маршалл
- Акін Омотосо — Віце-консул Вільямс
- Тоні Капрарі — Джафар бін Асім
- Аннабел Ліндер — місіс Берман
- Девід Шервуд — містер Берман
- Джастін Коен — Рубен Берман
- Дуглас Брістоу — диктор 1
- Джастін Брейтенбах — близнюк 1
- Мелані Брейтенбах — близнюк 2
- Девід С. Лі — Девід Берман